# Zilwaukee (Míchigan)
Zilwaukee es una ciudad ubicada en el condado de Saginaw en el estado estadounidense de Míchigan. En el Censo de 2010 tenía una población de 1658 habitantes y una densidad poblacional de 269,99 personas por km².

## Geografía
Zilwaukee se encuentra ubicada en las coordenadas 43°29′1″N 83°55′28″O / 43.48361, -83.92444. Según la Oficina del Censo de los Estados Unidos, Zilwaukee tiene una superficie total de 6.14 km², de la cual 5.73 km² corresponden a tierra firme y (6.62%) 0.41 km² es agua.

## Demografía
Según el censo de 2010, había 1658 personas residiendo en Zilwaukee. La densidad de población era de 269,99 hab./km². De los 1658 habitantes, Zilwaukee estaba compuesto por el 92.28% blancos, el 3.74% eran afroamericanos, el 0.48% eran amerindios, el 0.3% eran asiáticos, el 0% eran isleños del Pacífico, el 1.63% eran de otras razas y el 1.57% pertenecían a dos o más razas. Del total de la población el 7.66% eran hispanos o latinos de cualquier raza.